# Tom Malempré
Tom Malempré (13 januari 2002) is een Belgisch basketballer.

## Carrière
Malempré speelde in de jeugd van Theux BC, BC Sprimont en RBC Pepinster. In 2019 maakte hij de overstap naar derdeklasser BC Verviers waar hij een seizoen speelde. In 2020 ging hij spelen voor eersteklasser Liège Basket, hij maakte zijn debuut voor de eerste ploeg in het seizoen 2021/22. Hij verliet in februari 2022 Luik en ging spelen voor tweedeklasser BC Mailleux Comblain. In 2025 veranderde de club haar naam in CB Liège en bleef actief in de tweede klasse.

### Nationale ploeg
Malempré speelde in de Belgische nationale jeugdploegen.